# Karel Frans Philippeau

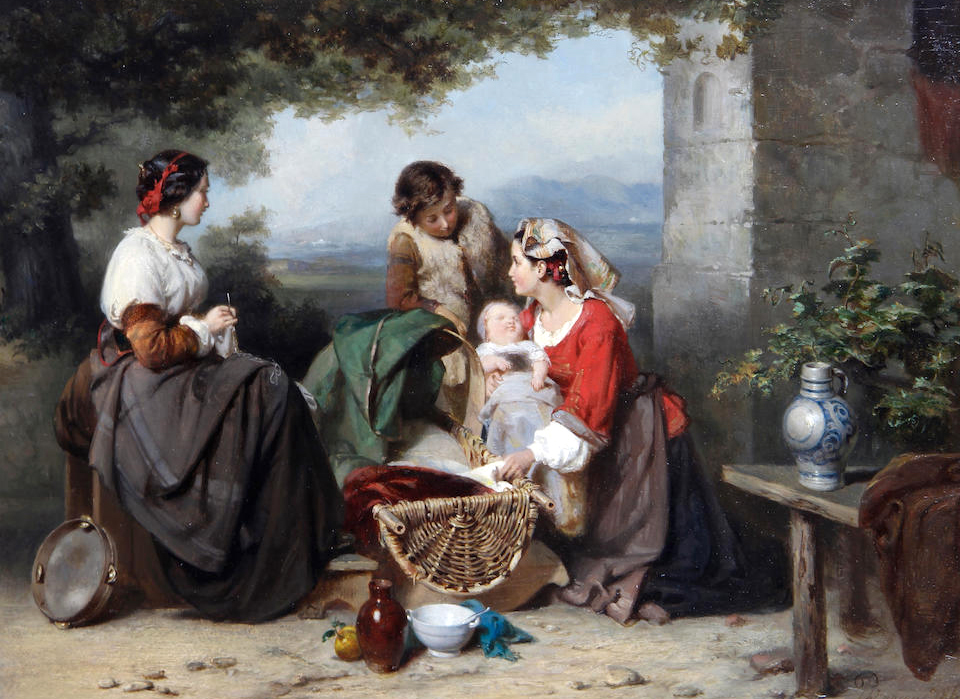
Genreszene

Karel Frans Philippeau (* 31. August 1825 in Amsterdam; † 10. April 1897 in Princenhage (Breda)) war ein niederländischer Genremaler. 
Philippeau studierte an der Koninklijke Academie voor Beeldende Kunsten van Amsterdam und Koninklijke Academie voor Schone Kunsten van Antwerpen.
Die Jahre von 1850 bis 1855 verbrachte er in Italien, meist in Rom, 1853 besuchte er Venedig und Florenz. In den Uffizien kopierte er die Werke alter Meister.
Nach einem Aufenthalt ab 1855 in Amsterdam ließ er sich in Princenhage in der Gemeinde Breda in der Provinz Noord-Brabant nieder.       
1855 wurde er Mitglied von „Arti et Amicitiae“ in Amsterdam. 
Zu seinen Schülern gehörten Willem Witsen, Johannes Frederik Hulk junior, Betsy Repelius und Cato van Hoorn. 